# Yen Press
Yen Press est une maison d'édition américaine spécialisée dans les mangas et les light novels depuis 2006.

## Historique
Yen Press est créée en 2006 par Kurt Hassler et Rich Johnson.
En 2007, la société annonce le rachat d'ICEkunion, éditeur coréen de Manwha aux États-Unis.
Le 11 avril 2016, un communiqué sur le site de l'éditeur précise que Kadokawa rachète 51% de la société à Hachette.

## Catalogue

### Mangas
- A Certain Magical Index
- Accel World
- Akame ga Kill!
- Alice in the Country of Hearts
- Alice in the Country of Hearts: My Fanatic Rabbit
- Alice on Deadlines
- Another
- Azumanga Daioh
- B. Ichi
- Bamboo Blade
- Barakamon
- Betrayal Knows My Name
- Black Butler
- Black God
- Blood Lad
- A Bride's Story
- BTOOOM!
- Cat Paradise
- Cirque du Freak
- Crimson-Shell
- Darker Than Black
- The Disappearance of Nagato Yuki-Chan
- Doubt
- Dragon Girl
- Durarara!!
- Hero Tales
- Highschool of the Dead
- Higurashi When They Cry
- Hikari to tomo ni...
- Ichiroh!
- Is It Wrong to Try to Pick Up Girls in a Dungeon?
- Is This a Zombie?
- Kagerou Daze
- Kaoru Mori: Anything and Something
- K-On!
- Karneval
- Kaze no Hana
- Kieli
- Kingdom Hearts
- Kobato.
- Love Quest
- La Mélancolie de Haruhi Suzumiya
- La Mélancolie de Haruhi Suzumiya-chan
- The Misfortune of Kyon and Koizumi
- Mr. Flower Bride
- Mr. Flower Groom
- My Girlfriend's a Geek
- Nabari no Ou
- Himeyuka and Rozione's Story
- Not Love But Delicious Foods
- Omamori Himari
- Oninagi
- Pandora Hearts
- Puella Magi Madoka Magica
- RomeoxJuliet
- Sasameke
- Shoulder-a-Coffin Kuro
- So, I Can't Play H!
- So I'm a Spider, So What?
- Soul Eater
- Soul Eater Not!
- Spice and Wolf
- Spiral : Les Liens du raisonnement
- S.S. Astro
- Sumomomo Momomo
- Sundome
- Sunshine Sketch
- Suzunari!
- Sword Art Online: Aincrad
- Sword Art Online: Fairy Dance
- Sword Art Online: Girls Ops
- Sword Art Online: Progressive
- Tale of the Waning Moon
- Tena on S-String
- The Devil Is a Part-Timer!
- Thermae Romae
- Triage X
- Trinity Seven
- Übel Blatt
- Ugly Duckling's Love Revolution
- Umineko no naku koro ni
- Un drôle de père
- Until Death Do Us Part
- Welcome to the Erotic Bookstore
- Welcome to Wakaba-Soh
- Yotsuba & !
- Zombie-Loan
- I Cannot Reach You

### Light novels
- A Certain Magical Index
- The Isolator
- Accel World
- Another
- Book Girl
- Do You Love Your Mom and Her Two-Hit Multi-Target Attacks?
- Date A Live
- Durarara!!
- La Mélancolie de Haruhi Suzumiya
- Is It Wrong to Try to Pick Up Girls in a Dungeon?
- Kagerou Daze
- Kieli
- Kingdom Hearts: The Novel
- Log Horizon
- My Girlfriend's a Geek
- No Game No Life
- Pandora Hearts: Caucus Race
- Re:Zero -Starting Life in Another World-
- So I'm a Spider, So What?
- Spice and Wolf
- Sword Art Online
- Sword Art Online: Progressive
- That Time I Got Reincarnated as a Slime
- The Devil is a Part-Timer!
- The Eminence in Shadow